# The Challenge: Agentes Dobles
The Challenge: Agentes Dobles es la trigésima sexta temporada del reality de competencia de MTV The Challenge. Está temporadas presenta a exparticipantes de The Real World, Road Rules, The Challenge, Are You the One?, Big Brother, los Juegos Olimpicos, Celebrity Big Brother USA, Love Island UK, The Amazing Race, Survivor, Geordie Shore, Ex on the Beach, Shipwrecked, America's Got Talent, WWE NXT y Ultimate Beastmaster compitiendo para ganar un premio de $1,000,000.
La temporada se estrenó el 9 de diciembre de 2020, un especial del elenco titulado The Challenge: Agentes Dobles Desclasificado se emitió el 7 de diciembre. Esta es la primera temporada desde la temporada 25 que presenta una rotación regular de juegos de eliminación (a diferencia de un nuevo juego por cada eliminación).

## Elenco
Anfitrión: T. J. Lavin
| Participantes masculinos  | Programa Original                | Resultado      |
| ------------------------- | -------------------------------- | -------------- |
| Chris "CT" Tamburello     | The Real World: París            | Ganador        |
| Cory Wharton              | The Real World: Ex-Plosion       | Segundo Puesto |
| Leroy Garrett             | The Real World: Las Vegas (2011) | Tercer puesto  |
| Faysal "Fessy" Shafaat    | Big Brother Estados Unidoo 20    | Cuarto puesto  |
| Kyle Christie             | Geordie Shore                    | Episodio 17    |
| Darrell Taylor            | Road Rules: Campus Crawl         | Episodio 14    |
| Nam Vo                    | Ultimate Beastmaster 1           | Episodio 12    |
| Josh Martinez             | Big Brother Estados Unidos 19    | Episodio 12    |
| Devin Walker-Molaghan     | Are You the One? 3               | Episodio 12    |
| Demetrius "Mechie" Harris | Ex on the Beach Estados Unidos 3 | Episodio 8     |
| Justin "Jay" Starrett     | Survivor: Millennials vs. Gen X  | Episodio 7     |
| Lio Rush                  | WWE Raw                          | Episodio 6     |
| Nelson Thomas             | Are You the One? 3               | Episodio 4     |
| Wes Bergmann              | The Real World: Austin           | Episodio 3     |
| Joseph Allen              | America's Got Talent             | Episodio 2     |

| Participantes femeninas | Programa Original                 | Resultado      |
| ----------------------- | --------------------------------- | -------------- |
| Amber Borzotra          | Big Brother Estados Unidos 16     | Ganadora       |
| Kam Williams            | Are You the One? 5                | Segundo puesto |
| Nany Gonzalez           | The Real World: Las Vegas (2011)  | Tercer puesto  |
| Kaycee Clark            | Big Brother Estados Unidos 20     | Cuarto puesto  |
| Tula "Big T" Fazakerley | Shipwrecked: Batalla de las Islas | Episodio 16    |
| Aneesa Ferreira         | The Real World: Chicago           | Episodio 15    |
| Gabby Allen             | Love Island Reino Unido 3         | Episodio 13    |
| Lolo Jones              | Olímpica Estadounidense           | Episodio 11    |
| Amber Martinez          | Are You the One? Plan Bi          | Episodio 10    |
| Theresa Jones           | The Challenge: Carne Fresca II    | Episodio 9     |
| Ashley Mitchell         | Real World: Ex-Plosion            | Episodio 6     |
| Tori Deal               | Are You the One? 4                | Episodio 5     |
| Natalie Anderson        | Survivor: San Juan del Sur'       | Episodio 5     |
| Olivia "Liv" Jawando    | Shipwrecked: Batalla de las Islas | Episodio 4     |
| Nicole Zanatta          | Real World: Skeletons             | Episodio 3     |

## Formato
Agentes Dobles presenta un desafío principal, un proceso de nominación y una ronda de eliminación.
- Desafío diario: Los jugadores compiten en el desafío principal por parejas, donde el equipo ganador forma los agentes dobles.
- Deliberaciones: Después del desafío diario, los jugadores, a excepción los agentes dobles, participan en las deliberaciones y deben votar por una pareja para participar en la ronda de eliminación. Sin embargo, se les da la oportunidad de discutir las sobre los nominados, votando por votación secreta e individual. El equipo que reciba la mayor cantidad de votos hará que el jugador del género designado compita en la ronda eliminatoria.
- Agentes dobles: Después de las deliberaciones, a los agentes dobles se les muestra el equipo nominado, así como las personas que votaron por ellos. En el Cráter, los Agentes Dobles votan individualmente para seleccionar un segundo equipo para competir contra el equipo nominado para la ronda eliminatoria, donde participará el jugador del género designado. Los agentes dobles también pueden ofrecerse como voluntarios para la eliminación, en lugar de votar por un equipo.
- Eliminación (El Cráter): El jugador del género designado del equipo nominado participa en una ronda eliminatoria contra el jugador del mismo sexo del equipo seleccionado por los Agentes Dobles, o el voluntario de los mismos. El perdedor es eliminado mientras que el ganador recibe una Calavera Dorada y permanece en el juego. Además, el ganador también tiene la opción de permanecer con su pareja actual o seleccionar a cualquier jugador del sexo opuesto para que se convierta en su nueva pareja, excluyendo a los agentes dobles.

Giros de temporada
- Calavera de Oro: Similar a la "Calavera Roja" de Demencia Total, ganar una ronda de eliminación le otorga al jugador una Calavera de Oro, un requisito para competir en el desafío final. Como giro de esta temporada, solo habrá 10 calaveras disponibles (similar a Las Llaves de la temporada La Isla).
- Agentes Rebeldes: Un jugador sin un compañero en cualquier momento del juego se clasifica como Agente Rebelde. Los agentes rebeldes no compiten en el próximo desafío diario y no son elegibles para ser seleccionados para el Cráter. Una vez que un jugador del sexo opuesto también se convierte en Agente Rebelde, los dos concursantes forman un nuevo equipo y compiten como de costumbre.
- Infiltración: Similar al giro de "Traidor" de La Guerra de los Mundos 2, el ganador de la ronda de eliminación tendrá la opción de permanecer con su compañero, emparejarse con el Agente Rebelde o seleccionar a cualquier otro jugador (del sexo opuesto) para que se convierta en su compañero (a excepción de los Agentes Dobles). En el caso de que elija a un jugador que ya tenga equipo, el excompañero del jugador seleccionado elige un nuevo compañero entre los agentes restantes sin compañero y se empareja con el agente sin un compañero o se convierte en un agente deshonesto, según los números.
- Brecha de seguridad: A lo largo del juego el presentador TJ anuncio varias "Violaciones de seguridad".
  - Agente reactivado: En el episodio 5, la concursante eliminada Ashley Mitchell regresó a la competencia debido al número de descalificaciones médicas femeninas.
  - Eliminación doble: En el episodio 11/12, se produjo una eliminación masculina doble en la que dos jugadores masculinos fueron eliminados. Los dos equipos que recibieron la mayor cantidad de votos durante la deliberación se vieron comprometidos. Los Agentes Dobles luego tuvieron que votar a dos equipos en el Cráter para competir contra los equipos comprometidos, o podrían ofrecerse como voluntarios contra cualquiera de los equipos.

## Desafíos

### Desafíos diarios
- Descifrar la misión: Jugado en series masculinas y femeninas, los concursantes deben correr por un montículo volcánico para llegar a una cápsula que tiene un código de color encriptado. Deben memorizar el código antes de regresar a su estación y duplicar la secuencia, conectando cables de colores. El primer jugador en cada serie que duplique correctamente la secuencia y detone su estación gana, sin embargo, el individuo con el tiempo total más rápido gana la capacidad de seleccionar a su compañero y convertirse en Agentes Dobles.[3]
  - Ganadores: Aneesa y Fessy[n. 12]
- Espías de hielo: Los equipos nadan a través del agua glacial hacia un bote para recuperar un bloque de hielo con una matanza congelada en el interior, antes de regresar a la orilla. Deben quitar la muerte del hielo con un picahielo y pueden colocar la muerte en la estación de otro equipo. Una vez que un equipo recibe tres asesinatos, son eliminados del desafío, sin embargo, aún pueden colocar el asesinato que poseen actualmente. El último equipo en pie gana.[4]
  - Ganadores: Aneesa & Fessy
- Muerte en la carretera: Jugado en dos equipos a la vez, los participantes comienzan en la parte trasera de un camión en movimiento. Deben intentar empujar a su oponente del mismo sexo fuera del camión y hacia las redes de seguridad circundantes, sin perder el tiempo. El último jugador con alguna parte del cuerpo aún en la plataforma gana el enfrentamiento para su equipo. El equipo que empuja a ambos oponentes del camión más rápido gana la misión.[5]
  - Ganadores: Kaycee & Leroy
- Control de drones: Jugado dos equipos a la vez, un compañero de equipo usa un casco de realidad virtual conectado a la cámara de un dron. Deben dirigir a su compañero, que vuela el dron usando un controlador, hacia una secuencia numérica en el extremo opuesto de la cueva. Una vez que obtienen la secuencia, el jugador que usa los auriculares decodifica la secuencia usando un código binario, antes de ingresar el código en una tableta. El equipo con el tiempo más rápido gana.[6]
  - Ganadores: Devin & Tori
- Agente caído: Jugado en dos eliminatorias de seis equipos, las mujeres comienzan paradas en una repisa al costado de una plataforma mientras que su compañero masculino comienza en la parte superior de la plataforma. Los jugadores masculinos deben tirar 200 metros de cuerda fuera de la plataforma antes de poder agarrar a su pareja. Después de un período no revelado, la cornisa cae, sin embargo, las hembras aún pueden sostener la plataforma si su pareja no ha terminado de tirar de la cuerda. El equipo que aguanta más tiempo gana.[7]
  - Ganadores: Big T & CT
- Carrera de contrabando: Los equipos llevan una cápsula cilíndrica pesada sobre sus hombros y completan una carrera de 8 kilómetros. En el camino, deben usar su cápsula para escalar una pared y resolver un acertijo numérico, antes de llegar a la línea de meta. El primer equipo en cruzar la línea de meta gana. Además de convertirse en Agentes Dobles, los ganadores reciben un premio en efectivo de $6,000 cada uno.[8]
  - Ganadores: Jay & Theresa
- Eliminación aérea: Jugado en eliminatorias masculinas y femeninas de cinco jugadores a la vez. Los jugadores comienzan en una red de carga que es arrastrada por un helicóptero y deben empujar a sus oponentes fuera de la red al agua, sin perder el tiempo. El jugador que empuja a todos sus oponentes fuera de la red de carga primero gana la eliminatoria, sin embargo, el jugador que logra esto más rápido obtiene la victoria para su equipo y se convierten en el Agentes Dobles.[9]
  - Ganadores: Kaycee & Leroy
- Todo las pelea: Se juega en tres fases, cada fase requiere que los jugadores entren en un pozo de barro y obtengan una reliquia en forma de X. Los ganadores de cada fase avanzan a la siguiente fase, y el equipo que gana la tercera fase gana y se convierte en los Agentes Dobles.[10]
  - Fase 1, cinco jugadores del mismo género a la vez ingresan al pozo y deben encontrar la reliquia, escapar del pozo y cruzar la línea de meta con la reliquia.
  - Fase 2, los ganadores del mismo género de la Fase Uno deben luchar contra su oponente por la reliquia y sacar la reliquia del pozo de barro.
  - Fase 3, los ganadores individuales de la Fase Dos y sus compañeros deben arrebatar la reliquia de las manos de su oponente, donde los competidores se enfrentan a su oponente del mismo género. El equipo que tiene a ambos jugadores ganando su enfrentamiento individual, gana.
  - Ganadores: Kam & Kyle
- Interrogatorio: Jugado en dos series de 9 jugadores, y cada serie con un compañero de cada equipo. Los jugadores comienzan a pararse en una plataforma sobre el agua, agarrándose a una barra superior. Uno a la vez, se les hace una pregunta de trivia de verdadero o falso. Si responden correctamente, deben seleccionar a otro jugador para que su barra se incline hacia adelante, lo que hace que sea más difícil sostenerse. Sin embargo, si responden incorrectamente, su propia barra se inclina hacia adelante. Los jugadores son eliminados si caen al agua o se aferran a las barras laterales conectadas a la plataforma. El último jugador en pie gana su eliminatoria, mientras que el jugador que responde la mayoría de las preguntas correctamente, o que aguanta más tiempo, obtiene la victoria para su equipo. Además de convertirse en Agentes Dobles, los ganadores también reciben un premio en efectivo de $5,000 cada uno.[11]
  - Ganadores: Amber B. & Darrell
- Operaciones de arena negra: Los equipos deben buscar en un campo de cien antorchas para encontrar las piezas del rompecabezas de colores enterradas debajo de diez de las antorchas. Si desentierran la pieza del rompecabezas de otro equipo, pueden dejarla sin enterrar o volver a enterrar la pieza. Una vez que encuentran las diez piezas de su rompecabezas, deben regresar a su estación y usar las piezas para armar un tótem islandés, replicando una clave de respuestas proporcionada. El primer equipo en montar correctamente su tótem gana.[12]
  - Ganadores: Devin & Gabby
- Elevación de aire: Jugado un equipo a la vez, los equipos comienzan en la proa de una lancha rápida en movimiento y se agarran a las cuerdas atadas a un helicóptero mientras vuela sobre el agua. Deben agarrarse a las cuerdas hasta que el helicóptero llegue a una zona de caída, antes de caer al agua. Una vez en el agua, los equipos deben nadar hacia una plataforma y presionar el botón en la parte superior. Los equipos son descalificados si no pueden agarrar una cuerda o caen al agua antes de llegar a la zona de caída. El equipo con el tiempo más rápido gana.[13]
  - Ganadores: Big T & CT
- Sobrevivir a la noche: Los equipos comienzan esposados y encerrados en una celda individual. Deben completar una serie de tareas para desbloquear sus esposas y escapar de la celda. El primer equipo en escapar de la celda gana.[14]
  - Tarea 1: sostener una bomba pesada durante dos horas.
  - Tarea 2: consumir una bandeja completa de testículos de carnero y tiburón fermentado para encontrar un mensaje impreso en la bandeja: "Resuelve la ecuación en la parte posterior".
  - Tarea 3: dar la vuelta a la bandeja para encontrar una ecuación matemática, la solución de la ecuación forma el código para desbloquear una caja que contiene martillos.
  - Tarea 4: usar los martillos para romper bloques de cemento y buscar una llave que desbloquee las esposas del equipo.
  - Tarea 5: raspar una pizarra para revelar una pista: "La clave de su libertad está debajo".
  - Tarea 6: excavar en el suelo de tierra de la celda para encontrar dos limas manuales .
  - Tarea 7: usar los archivos para desbloquear la celda y escapar.
  - Ganadores: Kaycee & Leroy
- Clandestino: Se juega un equipo a la vez, los equipos deben sumergirse bajo el agua hasta llegar a una línea que se extiende a través del agua. Deben tirar de sí mismos a lo largo de la línea para recoger seis anillos codificados al final, antes de regresar a la estación de codificación al principio. Los equipos son descalificados si alguno de los jugadores regresa a la superficie para tomar aire antes de recoger los seis anillos. Una vez que los equipos regresan a la estación de codificación, deben usar los anillos para descifrar un código de seis letras. El equipo con el tiempo más rápido gana.[15]
  - Ganadores: Aneesa & Kyle
- Buceo espía: Jugado tres equipos a la vez, los equipos saltan en paracaídas desde un avión y deben memorizar una clave de rompecabezas que se puede ver mientras caen. Una vez que todos los equipos aterrizan, deben correr 800 metros a través de un campo para llegar a su estación de rompecabezas, antes de armar el rompecabezas replicando la clave que vieron. Los equipos solo pueden comenzar a armar el rompecabezas una vez que ambos miembros del equipo lleguen a la estación de rompecabezas. El primer equipo en terminar gana su eliminatoria, sin embargo, el equipo con el tiempo general más rápido gana para su equipo y se convierte en los Agentes Dobles.[16]
  - Ganadores: Kaycee & Leroy
- Dominación global: Jugado en dos rondas, cada uno con tres equipos jugando a la ofensiva y dos equipos jugando a la defensiva en cada ronda. Los equipos deben ingresar a una esfera de metal gigante, con esferas azules que representan a los equipos defensivos y esferas plateadas que representan a los equipos ofensivos. Durante su ronda como ofensiva, los equipos deben rodar por una rampa, hacia un campo de batalla y sobre tantos objetos como sea posible mientras los equipos de defensa intentan evitar que lo hagan. Una vez que expira el límite de tiempo, los equipos cambian de posición y comienza la segunda ronda. Gana el equipo que pase sobre más objetos.[n. 13][17]
  - Ganadores: Kaycee & Leroy
- Escapar del Volcán: Por la mañana, cada equipo elige a un miembro para que salga de la casa y sea transportado al cráter de un volcán para el desafío. Se les encadena al suelo y se les entrega un maletín. Su compañero de equipo debe realizar una carrera de cinco millas hasta la entrada del volcán, resolviendo dos problemas de matemáticas en el camino. En la entrada del volcán, deben tomar el elevador para descender hacia su compañero y desbloquearlos, antes de que ambos miembros del equipo regresen al inicio. Una vez que los equipos regresan al inicio, deben usar las piezas del maletín para resolver un rompecabezas. El primer equipo en resolver el rompecabezas gana.[18]
  - Ganadores: Cory & Kam

## El Cráter
- Escape Ardiente: Similar a "Hog Tie" de Las Ruinas y "Encadenado" de Batalla de los Exes II, los jugadores están suspendidos por las muñecas y los tobillos debajo de una viga de metal, y tienen que maniobrar desde un lado de la viga al otro antes de volver al inicio. El primer jugador en regresar al inicio gana. En su segunda aparición; la longitud de la viga se duplica, el número de obstáculos en la viga se incrementa.
  - Jugado por: Ashley vs. Natalie, Jay vs. Leroy, Aneesa vs. Big T
- Anillo de espías: Los jugadores comienzan en el centro del Cráter con ambas manos en un anillo de metal. Deben quitarle el anillo a su oponente y colocarlo en su puesto. El primer jugador en colocar el anillo en su poste dos veces gana. En su segunda aparición, los jugadores comienzan en lados opuestos del cráter y deben correr para recuperar el anillo que está suspendido en el centro, antes de colocarlo en su poste.
  - Jugado por: Joseph vs. Kyle, Gabby vs. Nany
- Punto de enganche: Similar a "Looper" de Agentes Libres, los jugadores comienzan con una cuerda enganchada a la espalda que los une a su oponente. Deben correr alrededor de tres publicaciones para llegar a un botón. El primer jugador en presionar el botón gana. En su segunda aparición, los jugadores están sujetos a su oponente por una cuerda y comienzan a mirar en direcciones opuestas. Deben recolectar tres anillos antes de colocar cada anillo en un poste en el límite del cráter. El primer jugador en colocar un anillo en los tres puestos gana. En su tercera aparición, el tamaño de la cuerda se duplica y la resistencia se triplica. El primer jugador que presione el botón dos veces gana.
  - Jugado por: Devin vs. Wes, Kaycee vs. Theresa, Cory vs. Darrell
- Pelea de Pasillo: Originalmente de Batalla de las Temporadas (2012). Los jugadores deben correr por un pasillo estrecho, pasar a su oponente y presionar un botón en el extremo opuesto. El jugador que presione el botón dos veces primero, gana. En su segunda aparición (similar a "Pase de pasillo" de Batalla de los Exes), los jugadores deben correr por el pasillo para recoger una pelota en el extremo opuesto. Luego deben regresar por el pasillo y colocar la pelota en su balde, repitiendo este proceso tres veces. El primer jugador en recuperar las tres bolas gana.
  - Jugado por: Fessy vs. Nelson, Amber B. vs. Amber M., Amber B. vs Big T, Fessy vs. Kyle
- Destrucción de activos: Los jugadores tiran de una caja llena de bombas a través del cráter antes de volcar la caja al final para soltar las bombas. Una vez que se lanzan las bombas, deben arrojarlas a una pared de objetivos. Solo 13 de los 25 objetivos son rompibles, mientras que los 12 restantes son sólidos. El primer jugador en alcanzar los 13 objetivos gana. En su segunda aparición, los jugadores deben resolver un rompecabezas deslizante que revela la ubicación de los objetivos rompibles, antes de tirar de la caja. Además, la caja y las bombas en el interior son más pesadas y solo 7 de los 25 objetivos son rompibles, la eliminación se llama Destrucción de activos II.
  - Jugado por: Aneesa vs. Tori, Josh vs. Mechie
- Timbre muerto: Los jugadores comienzan con el arnés en la parte superior de una plataforma con seis anillos de metal. Deben acumular impulso para columpiarse y colocar los anillos en ganchos unidos a los postes circundantes. Si sueltan anillos, deben usar todos los anillos restantes antes de que se les permita recogerlos. El primer jugador en enganchar los seis anillos gana. En su segunda aparición, los jugadores deben balancearse y recolectar siete piezas de rompecabezas, que están más altas y más lejos.[19] Una vez que recolecten las siete piezas, deben regresar a su estación y resolver el rompecabezas de tangram. El primer jugador en resolver el rompecabezas gana.
  - Jugado por: Ashley vs. Kam, Darrell vs. Devin, CT vs. Josh

### Misión Final
En la línea de salida, el anfitrión TJ Lavin anuncia que los ganadores del Desafío Final recibirán $900,000, el segundo lugar recibirá $100,000 mientras que el tercer y cuarto lugar no recibirán dinero. Además, el último equipo en completar todos los puntos de control del primer día será eliminado durante la final.
Día Uno
- Primera etapa: Los equipos deben completar una carrera de 4,800 metros a través del terreno ondulado de Islandia para llegar al primer punto de control.
- Punto de control 1 (Descifrado): En una revisión del desafío de apertura, los jugadores deben correr por un montículo volcánico para llegar a una cápsula con un código de color cifrado. Deben memorizar el código antes de regresar a su estación y duplicar la secuencia conectando cables de colores. Jugado en series masculinas y femeninas, el jugador con el tiempo más rápido de cualquiera de las series gana y se gana la oportunidad de infiltrarse en cualquier equipo y seleccionar un nuevo compañero.
  - Ganador: Amber B.
- Segunda etapa: los equipos deben completar una carrera de dos 3.200 metros a lo largo de la costa de Islandia para recoger una llave, antes de pasar al siguiente punto de control. Los equipos comienzan en intervalos según el orden y la hora en que completaron la ida.
- Punto de control 2: Los equipos deben usar su llave para desbloquear su estación y consumir un plato de ojos de pez, corazón de oveja, cara de oveja y testículos de carnero. Además, también deben beber un litro de sangre. El primer equipo en terminar gana y debe asignar una "Placa de Sabotaje" de órganos de oveja y un litro adicional de sangre para que el equipo restante lo consuma, además del contenido del puesto de control. Una vez completado, los equipos proceden a su próximo punto de control en tierra. Se elimina el último equipo en llegar al siguiente punto de control.
  - Ganadores: Amber B. & CT
  - Descalificado: Fessy & Kaycee (4.º Lugar)[n. 1]
- Punto de control 3: Los equipos deben navegar en kayak hacia una estación de rompecabezas al otro lado del agua, recolectando piezas de rompecabezas en una costa designada en el camino. Una vez que llegan a la estación de rompecabezas, los equipos deben usar las piezas para armar un tótem islandés antes de correr al siguiente punto de control dentro de una cueva de hielo .
  - Ganadores: Amber B. & CT
- Punto de control 4: Los equipos deben resolver una ecuación matemática usando números de un tablero numérico. Si bien a cada jugador se le da su propia ecuación, el punto de control se completa una vez que un miembro del equipo resuelve correctamente su ecuación. El primer jugador que resuelva la ecuación gana por su equipo y obtiene la capacidad de infiltrarse en cualquier otro equipo y seleccionar un nuevo compañero.
  - Ganador: CT
- Etapa nocturna: Los equipos deben pasar la noche en la cueva de hielo. Al primer equipo en completar el punto de control anterior se le entrega un saco de dormir impermeable, al segundo equipo se le entrega un edredón con funda impermeable, mientras que al tercer equipo se le entrega una manta. Un miembro del equipo puede dormir a la vez, mientras que su compañero debe pararse y sostener una cápsula. Si los equipos desean cambiar de lugar, el jugador que sostiene la cápsula primero debe sumergir la cara en una tina de agua glacial.

Día Dos
- Punto de control 5: Los equipos deben correr por un glaciar para recoger dos picos y usarlos para recuperar una cápsula congelada dentro de un bloque de hielo. Una vez obtenido, los equipos siguen un camino marcado hasta su próximo punto de control. El primer equipo en completar el cuarto punto de control tiene una ventaja inicial de cinco minutos, mientras que el segundo equipo tiene una ventaja inicial de dos minutos.
- Punto de control 6: Los equipos encuentran un código dentro de su cápsula que deben decodificar utilizando una clave de rompecabezas proporcionada en su estación de codificación, antes de continuar por el camino. Deben dejar la cápsula en un punto designado y no pueden traer el código a la estación de codificación.
- Punto de control 7: Los equipos deben resolver un rompecabezas de tangram antes de continuar por el camino de elevación hasta la cima de una montaña donde se encuentra el final. El primer equipo en llegar a la cima de la montaña son declarados ganadores de Agentes Dobles.
  - Ganadores: Amber B. & CT - $900,000 ($450,000 cada uno)
  - Segundo Lugar: Cory & Kam - $100,000 ($ 50,000 cada uno)
  - Tercer Lugar: Leroy & Nany  - $0

## Resumen del Juego
| Episodio | Episodio                   | Género    | Agentes Dobles | Agentes Dobles     | Participantes del Cráter                                                   | Participantes del Cráter                                                   | Participantes del Cráter                                                   | Participantes del Cráter                                                   | Juego del Cráter                                                           | Resultados del Cráter                                                      | Resultados del Cráter                                                      | Resultados del Cráter                                                      | Resultados del Cráter                                                      | Resultados del Cráter                                                      |
| #        | Desafío                    | Género    | Agentes Dobles | Agentes Dobles     | Votado                                                                     | Votado                                                                     | Elección de los ganadores                                                  | Elección de los ganadores                                                  | Juego del Cráter                                                           | Ganador                                                                    | Ganador                                                                    | Eliminado                                                                  | Eliminado                                                                  | Infiltrado                                                                 |
| -------- | -------------------------- | --------- | -------------- | ------------------ | -------------------------------------------------------------------------- | -------------------------------------------------------------------------- | -------------------------------------------------------------------------- | -------------------------------------------------------------------------- | -------------------------------------------------------------------------- | -------------------------------------------------------------------------- | -------------------------------------------------------------------------- | -------------------------------------------------------------------------- | -------------------------------------------------------------------------- | -------------------------------------------------------------------------- |
| 1        | Descifrar la misión        | Femenino  |                | Aneesa & Fessy     |                                                                            | Ashley & CT                                                                |                                                                            | Natalie & Wes                                                              | Escape Ardiente                                                            |                                                                            | Natalie                                                                    |                                                                            | Ashley                                                                     | No                                                                         |
| 2        | Espías de hielo            | Masculino |                | Aneesa & Fessy     |                                                                            | Big T & Joseph                                                             |                                                                            | Kyle & Nany                                                                | Anillo de Espías                                                           |                                                                            | Kyle                                                                       |                                                                            | Joseph                                                                     | Yes                                                                        |
| 3        | Muerte en la Carretera     | Masculino |                | Kaycee & Leroy     |                                                                            | Devin & Nicole                                                             |                                                                            | Natalie & Wes                                                              | Punto de Enganche                                                          |                                                                            | Devin                                                                      |                                                                            | Wes                                                                        | [ n. 14 ]                                                                  |
| 4        | Control de Drones          | Masculino |                | Devin & Tori       |                                                                            | Amber M. & Nelson                                                          |                                                                            | Aneesa & Fessy                                                             | Pelea de Pasillo                                                           |                                                                            | Fessy                                                                      |                                                                            | Nelson                                                                     | Yes                                                                        |
| 5        | Agente Abajo               | Femenino  |                | Big T & CT         |                                                                            | Aneesa & Leroy                                                             |                                                                            | Devin & Tori                                                               | Destrucción de activos                                                     |                                                                            | Aneesa                                                                     |                                                                            | Tori                                                                       | Yes                                                                        |
| 6        | Contrabando                | Femenino  |                | Jay & Theresa      |                                                                            | Ashley & Cory                                                              |                                                                            | Kam & Kyle                                                                 | Timbre muerto                                                              |                                                                            | Kam                                                                        |                                                                            | Ashley                                                                     | No                                                                         |
| 7        | Eliminación aérea          | Masculino |                | Kaycee & Leroy     |                                                                            | Jay & Theresa                                                              | N/A                                                                        | N/A                                                                        | Escape Ardiente                                                            |                                                                            | Leroy                                                                      |                                                                            | Jay                                                                        | No                                                                         |
| 8        | All brawl                  | Masculino |                | Kam & Kyle         |                                                                            | Amber M. & Mechie                                                          |                                                                            | Josh & Nany                                                                | Destrucción de activos II                                                  |                                                                            | Josh                                                                       |                                                                            | Mechie                                                                     | No                                                                         |
| 9        | Interrogatorio             | Femenino  |                | Amber B. & Darrell |                                                                            | Cory & Theresa                                                             |                                                                            | Kaycee & Leroy                                                             | Punto de Enganche                                                          |                                                                            | Kaycee                                                                     |                                                                            | Theresa                                                                    | No                                                                         |
| 10       | Operaciones de arena negra | Femenino  |                | Devin & Gabby      |                                                                            | Amber M. & Cory                                                            |                                                                            | Amber B. & Darrell                                                         | Pelea de pasillo                                                           |                                                                            | Amber B.                                                                   |                                                                            | Amber M.                                                                   | No                                                                         |
| 11/12    | Elevación de aire          | Masculino |                | Big T & CT         |                                                                            | Devin & Gabby                                                              |                                                                            | Amber B. & Darrell                                                         | Timbre Muerto                                                              |                                                                            | Darrell                                                                    |                                                                            | Devin                                                                      | No                                                                         |
| 11/12    | Elevación de aire          | Masculino |                | Big T & CT         | Josh & Nany                                                                | N/A                                                                        | N/A                                                                        |                                                                            | Timbre Muerto                                                              | CT                                                                         |                                                                            | Josh                                                                       | [ n. 16 ]                                                                  |                                                                            |
| 12/13    | Sobrevivir a la noche      | Femenino  |                | Kaycee & Leroy     |                                                                            | Cory & Gabby                                                               |                                                                            | Kyle & Nany                                                                | Anillo de Espías                                                           |                                                                            | Nany                                                                       |                                                                            | Gabby                                                                      | Yes                                                                        |
| 14       | Clandestino                | Masculino |                | Aneesa & Kyle      |                                                                            | Amber B. & Darrell                                                         |                                                                            | Big T & Cory                                                               | Punto de Enganche                                                          |                                                                            | Cory                                                                       |                                                                            | Darrell                                                                    | Yes                                                                        |
| 15       | Buceo espía                | Femenino  |                | Kaycee & Leroy     |                                                                            | Big T & CT                                                                 |                                                                            | Aneesa & Kyle                                                              | Escape Ardiente                                                            |                                                                            | Big T                                                                      |                                                                            | Aneesa                                                                     | No                                                                         |
| 16       | Dominación Global          | Femenino  |                | Kaycee & Leroy     |                                                                            | Amber B. & Kyle                                                            |                                                                            | Big T & CT                                                                 | Pelea de Pasillo                                                           |                                                                            | Amber B.                                                                   |                                                                            | Big T                                                                      | Yes                                                                        |
| 17       | Escapar del volcán         | Masculino |                | Cory & Kam         |                                                                            | Amber B. & Fessy                                                           |                                                                            | Kyle & Nany                                                                | Pelea de Pasillo                                                           |                                                                            | Fessy                                                                      |                                                                            | Kyle                                                                       | Yes                                                                        |
| 18/19    | Misión Final               | N/A       |                | Amber B. & CT      | 2.º Lugar: Cory & Kam; 3.er Lugar: Leroy & Nany; 4.º Lugar: Fessy & Kaycee | 2.º Lugar: Cory & Kam; 3.er Lugar: Leroy & Nany; 4.º Lugar: Fessy & Kaycee | 2.º Lugar: Cory & Kam; 3.er Lugar: Leroy & Nany; 4.º Lugar: Fessy & Kaycee | 2.º Lugar: Cory & Kam; 3.er Lugar: Leroy & Nany; 4.º Lugar: Fessy & Kaycee | 2.º Lugar: Cory & Kam; 3.er Lugar: Leroy & Nany; 4.º Lugar: Fessy & Kaycee | 2.º Lugar: Cory & Kam; 3.er Lugar: Leroy & Nany; 4.º Lugar: Fessy & Kaycee | 2.º Lugar: Cory & Kam; 3.er Lugar: Leroy & Nany; 4.º Lugar: Fessy & Kaycee | 2.º Lugar: Cory & Kam; 3.er Lugar: Leroy & Nany; 4.º Lugar: Fessy & Kaycee | 2.º Lugar: Cory & Kam; 3.er Lugar: Leroy & Nany; 4.º Lugar: Fessy & Kaycee | 2.º Lugar: Cory & Kam; 3.er Lugar: Leroy & Nany; 4.º Lugar: Fessy & Kaycee |

### Progreso del juego
| Jugadores | Jugadores | Episodios | Episodios | Episodios | Episodios | Episodios | Episodios | Episodios | Episodios | Episodios | Episodios | Episodios | Episodios | Episodios | Episodios | Episodios | Episodios | Episodios |
| Jugadores | Jugadores | 1         | 2         | 3         | 4         | 5         | 6         | 7         | 8         | 9         | 10        | 11/12     | 12/13     | 14        | 15        | 16        | 17        | Final     |
| --------- | --------- | --------- | --------- | --------- | --------- | --------- | --------- | --------- | --------- | --------- | --------- | --------- | --------- | --------- | --------- | --------- | --------- | --------- |
|           | Amber B.  | SEGURA    | SEGURA    | SEGURA    | SEGURA    | SEGURA    | SEGURA    | SEGURA    | SEGURA    | GANA      | CRÁTER    | SEGURA    | SEGURA    | SEGURA    | REBELDE   | CRÁTER    | SEGURA    | GANADORA  |
|           | CT        | SEGURO    | REBELDE   | SEGURO    | SEGURO    | SEGURO    | GANA      | SEGURO    | SEGURO    | SEGURO    | SEGURO    | CRÁTER    | SEGURO    | SEGURO    | SEGURO    | SEGURO    | REBELDE   | GANADOR   |
|           | Cory      | SEGURO    | SEGURO    | SEGURO    | SEGURO    | SEGURO    | SEGURO    | REBELDE   | SEGURO    | SEGURO    | SEGURO    | REBELDE   | SEGURO    | CRÁTER    | SEGURO    | SEGURO    | GANA      | SEGUNDO   |
|           | Kam       | SEGURA    | SEGURA    | SEGURA    | SEGURA    | SEGURA    | CRÁTER    | SEGURA    | GANA      | SEGURA    | SEGURA    | SEGURA    | SEGURA    | SEGURA    | SEGURA    | SEGURA    | GANA      | SEGUNDA   |
|           | Leroy     | SEGURO    | SEGURO    | GANA      | SEGURO    | SEGURO    | SEGURO    | CRÁTER    | SEGURO    | SEGURO    | SEGURO    | SEGURO    | GANA      | SEGURO    | GANA      | GANA      | SEGURO    | TERCERO   |
|           | Nany      | SEGURA    | SEGURA    | SEGURA    | SEGURA    | SEGURA    | SEGURA    | SEGURA    | SEGURA    | SEGURA    | SEGURA    | SEGURA    | CRÁTER    | SEGURA    | SEGURA    | SEGURA    | SEGURA    | TERCERA   |
|           | Kaycee    | SEGURA    | SEGURA    | GANA      | SEGURA    | SEGURA    | SEGURA    | GANA      | SEGURA    | CRÁTER    | SEGURA    | SEGURA    | GANA      | SEGURA    | GANA      | GANA      | SEGURA    | CUARTA    |
|           | Fessy     | GANA      | GANA      | SEGURO    | CRÁTER    | SEGURO    | SEGURO    | SEGURO    | SEGURO    | SEGURO    | SEGURO    | SEGURO    | SEGURO    | SEGURO    | SEGURO    | SEGURO    | CRÁTER    | CUARTO    |
|           | Kyle      | SEGURO    | CRÁTER    | SEGURO    | SEGURO    | SEGURO    | SEGURO    | SEGURO    | GANA      | SEGURO    | SEGURO    | SEGURO    | SEGURO    | GANA      | SEGURO    | SEGURO    | ELIM      |           |
|           | Big T     | SEGURA    | SEGURA    | SEGURA    | SEGURA    | GANA      | SEGURA    | SEGURA    | SEGURA    | SEGURA    | SEGURA    | GANA      | REBELDE   | SEGURA    | CRÁTER    | ELIM      |           |           |
|           | Aneesa    | GANA      | GANA      | SEGURA    | SEGURA    | CRÁTER    | SEGURA    | SEGURA    | SEGURA    | SEGURA    | SEGURA    | SEGURA    | SEGURA    | GANA      | ELIM      |           |           |           |
|           | Darrell   | SEGURO    | SEGURO    | SEGURO    | SEGURO    | SEGURO    | SEGURO    | SEGURO    | SEGURO    | GANA      | SEGURO    | CRÁTER    | SEGURO    | ELIM      |           |           |           |           |
|           | Gabby     | SEGURA    | SEGURA    | SEGURA    | SEGURA    | SEGURA    | SEGURA    | SEGURA    | SEGURA    | SEGURA    | GANA      | SEGURA    | ELIM      |           |           |           |           |           |
|           | Nam       | SEGURO    | SEGURO    | SEGURO    | SEGURO    | SEGURO    | SEGURO    | SEGURO    | SEGURO    | SEGURO    | SEGURO    | SEGURO    | ELIM      |           |           |           |           |           |
|           | Josh      | SEGURO    | SEGURO    | SEGURO    | SEGURO    | SEGURO    | SEGURO    | SEGURO    | CRÁTER    | SEGURO    | SEGURO    | ELIM      |           |           |           |           |           |           |
|           | Devin     | SEGURO    | SEGURO    | CRÁTER    | GANA      | SEGURO    | SEGURO    | SEGURO    | SEGURO    | SEGURO    | GANA      | ELIM      |           |           |           |           |           |           |
|           | Lolo      | SEGURA    | SEGURA    | SEGURA    | SEGURA    | SEGURA    | SEGURA    | SEGURA    | SEGURA    | SEGURA    | SEGURA    | ABAN      |           |           |           |           |           |           |
|           | Amber M.  | SEGURA    | SEGURA    | SEGURA    | SEGURA    | SEGURA    | SEGURA    | SEGURA    | SEGURA    | REBELDE   | ELIM      |           |           |           |           |           |           |           |
|           | Theresa   | SEGURA    | SEGURA    | SEGURA    | SEGURA    | SEGURA    | GANA      | SEGURA    | SEGURA    | ELIM      |           |           |           |           |           |           |           |           |
|           | Mechie    | SEGURO    | SEGURO    | SEGURO    | REBELDE   | SEGURO    | SEGURO    | SEGURO    | ELIM      |           |           |           |           |           |           |           |           |           |
|           | Jay       | SEGURO    | SEGURO    | SEGURO    | SEGURO    | SEGURO    | GANA      | ELIM      |           |           |           |           |           |           |           |           |           |           |
|           | Ashley    | ELIM      |           |           |           | SEGURA    | ELIM      |           |           |           |           |           |           |           |           |           |           |           |
|           | Lio       | SEGURO    | SEGURO    | SEGURO    | SEGURO    | SEGURO    | ABAN      |           |           |           |           |           |           |           |           |           |           |           |
|           | Tori      | SEGURA    | SEGURA    | SEGURA    | GANA      | ELIM      |           |           |           |           |           |           |           |           |           |           |           |           |
|           | Natalie   | CRÁTER    | SEGURA    | SEGURA    | SEGURA    | ELIM      |           |           |           |           |           |           |           |           |           |           |           |           |
|           | Nelson    | SEGURO    | SEGURO    | SEGURO    | ELIM      |           |           |           |           |           |           |           |           |           |           |           |           |           |
|           | Liv       | SEGURA    | SEGURA    | SEGURA    | ELIM      |           |           |           |           |           |           |           |           |           |           |           |           |           |
|           | Wes       | SEGURO    | SEGURO    | ELIM      |           |           |           |           |           |           |           |           |           |           |           |           |           |           |
|           | Nicole    | SEGURA    | SEGURA    | ELIM      |           |           |           |           |           |           |           |           |           |           |           |           |           |           |
|           | Joseph    | SEGURO    | ELIM      |           |           |           |           |           |           |           |           |           |           |           |           |           |           |           |

Competencia
     El concursante completo el desafío final y ganó.
     El concursante completo el desafío final y perdió.
     El concursante fue descalificado del desafío final.
     El equipo del concursante ganó el desafío diario.
     El concursante no fue seleccionado para el Cráter.
     El compañero de equipo del concursante fue nominado para el Cráter.
     El concursante ganó en el Cráter y ganó una Calavera de Oro.
     El concursante era parte de los Agentes Dobles, se ofreció como voluntario para el Cráter, ganó y ganó una Calavera de Oro.
     El concursante ganó en el Cráter por defecto, y ganó una Calavera de Oro.
     El concursante perdió en el Cráter y fue eliminado.
     El concursante era parte de los Agentes Dobles, se ofreció como voluntario para el Cráter, perdió y fue eliminado.
     El concursante fue retirado de la competencia debido a una lesión / enfermedad.
     El concursante se retiró de la competencia por razones personales.

### Progreso de Equipos
| Jugadores | Jugadores | Episodios | Episodios | Episodios | Episodios | Episodios | Episodios | Episodios | Episodios | Episodios | Episodios | Episodios | Episodios | Episodios | Episodios | Episodios | Episodios | Episodios | Episodios |
| Jugadores | Jugadores | 1         | 2         | 3         | 4         | 5         | 6         | 7         | 8         | 9         | 10        | 11        | 12        | 13        | 14        | 15        | 16        | 17        | 18        |
| --------- | --------- | --------- | --------- | --------- | --------- | --------- | --------- | --------- | --------- | --------- | --------- | --------- | --------- | --------- | --------- | --------- | --------- | --------- | --------- |
|           | Amber B.  | Darrell   | Darrell   | Darrell   | Darrell   | Darrell   | Darrell   | Darrell   | Darrell   | Darrell   | Darrell   | Darrell   | Darrell   | Darrell   | Darrell   | Rebelde   | Kyle      | Fessy     | CT        |
|           | CT        | Ashley    | Rebelde   | Big T     | Big T     | Big T     | Big T     | Big T     | Big T     | Big T     | Big T     | Big T     | Kam       | Kam       | Kam       | Big T     | Big T     | Rebelde   | Amber B.  |
|           | Cory      | Tori      | Tori      | Tori      | Natalie   | Ashley    | Ashley    | Rebelde   | Theresa   | Theresa   | Amber M.  | Rebelde   | Gabby     | Gabby     | Big T     | Kam       | Kam       | Kam       | Kam       |
|           | Kam       | Josh      | Josh      | Kyle      | Kyle      | Kyle      | Kyle      | Kyle      | Kyle      | Kyle      | Kyle      | Kyle      | CT        | CT        | CT        | Cory      | Cory      | Cory      | Cory      |
|           | Leroy     | Kaycee    | Kaycee    | Kaycee    | Kaycee    | Aneesa    | Kaycee    | Kaycee    | Kaycee    | Kaycee    | Kaycee    | Kaycee    | Kaycee    | Kaycee    | Kaycee    | Kaycee    | Kaycee    | Kaycee    | Nany      |
|           | Nany      | Kyle      | Kyle      | Josh      | Josh      | Josh      | Josh      | Josh      | Josh      | Josh      | Josh      | Josh      | Kyle      | Kyle      | Fessy     | Fessy     | Fessy     | Kyle      | Leroy     |
|           | Kaycee    | Leroy     | Leroy     | Leroy     | Leroy     | Fessy     | Leroy     | Leroy     | Leroy     | Leroy     | Leroy     | Leroy     | Leroy     | Leroy     | Leroy     | Leroy     | Leroy     | Leroy     | Fessy     |
|           | Fessy     | Aneesa    | Aneesa    | Aneesa    | Aneesa    | Kaycee    | Aneesa    | Aneesa    | Aneesa    | Aneesa    | Aneesa    | Aneesa    | Aneesa    | Aneesa    | Nany      | Nany      | Nany      | Amber B.  | Kaycee    |
|           | Kyle      | Nany      | Nany      | Kam       | Kam       | Kam       | Kam       | Kam       | Kam       | Kam       | Kam       | Kam       | Nany      | Nany      | Aneesa    | Aneesa    | Amber B.  | Nany      |           |
|           | Big T     | Joseph    | Joseph    | CT        | CT        | CT        | CT        | CT        | CT        | CT        | CT        | CT        | Nam       | Rebelde   | Cory      | CT        | CT        |           |           |
|           | Aneesa    | Fessy     | Fessy     | Fessy     | Fessy     | Leroy     | Fessy     | Fessy     | Fessy     | Fessy     | Fessy     | Fessy     | Fessy     | Fessy     | Kyle      | Kyle      |           |           |           |
|           | Darrell   | Amber B.  | Amber B.  | Amber B.  | Amber B.  | Amber B.  | Amber B.  | Amber B.  | Amber B.  | Amber B.  | Amber B.  | Amber B.  | Amber B.  | Amber B.  | Amber B.  |           |           |           |           |
|           | Gabby     | Lio       | Lio       | Lio       | Lio       | Lio       | Devin     | Devin     | Devin     | Devin     | Devin     | Devin     | Cory      | Cory      |           |           |           |           |           |
|           | Nam       | Lolo      | Lolo      | Lolo      | Lolo      | Lolo      | Lolo      | Lolo      | Lolo      | Lolo      | Lolo      | Lolo      | Big T     |           |           |           |           |           |           |
|           | Josh      | Kam       | Kam       | Nany      | Nany      | Nany      | Nany      | Nany      | Nany      | Nany      | Nany      | Nany      |           |           |           |           |           |           |           |
|           | Devin     | Nicole    | Nicole    | Nicole    | Tori      | Tori      | Gabby     | Gabby     | Gabby     | Gabby     | Gabby     | Gabby     |           |           |           |           |           |           |           |
|           | Lolo      | Nam       | Nam       | Nam       | Nam       | Nam       | Nam       | Nam       | Nam       | Nam       | Nam       | Nam       |           |           |           |           |           |           |           |
|           | Amber M.  | Nelson    | Nelson    | Nelson    | Nelson    | Mechie    | Mechie    | Mechie    | Mechie    | Rebelde   | Cory      |           |           |           |           |           |           |           |           |
|           | Theresa   | Jay       | Jay       | Jay       | Jay       | Jay       | Jay       | Jay       | Cory      | Cory      |           |           |           |           |           |           |           |           |           |
|           | Mechie    | Liv       | Liv       | Liv       | Rebelde   | Amber M.  | Amber M.  | Amber M.  | Amber M.  |           |           |           |           |           |           |           |           |           |           |
|           | Jay       | Theresa   | Theresa   | Theresa   | Theresa   | Theresa   | Theresa   | Theresa   |           |           |           |           |           |           |           |           |           |           |           |
|           | Ashley    | CT        |           |           |           | Cory      | Cory      |           |           |           |           |           |           |           |           |           |           |           |           |
|           | Lio       | Gabby     | Gabby     | Gabby     | Gabby     | Gabby     |           |           |           |           |           |           |           |           |           |           |           |           |           |
|           | Tori      | Cory      | Cory      | Cory      | Devin     | Devin     |           |           |           |           |           |           |           |           |           |           |           |           |           |
|           | Natalie   | Wes       | Wes       | Wes       | Cory      |           |           |           |           |           |           |           |           |           |           |           |           |           |           |
|           | Nelson    | Amber M.  | Amber M.  | Amber M.  | Amber M.  |           |           |           |           |           |           |           |           |           |           |           |           |           |           |
|           | Liv       | Mechie    | Mechie    | Mechie    |           |           |           |           |           |           |           |           |           |           |           |           |           |           |           |
|           | Wes       | Natalie   | Natalie   | Natalie   |           |           |           |           |           |           |           |           |           |           |           |           |           |           |           |
|           | Nicole    | Devin     | Devin     | Devin     |           |           |           |           |           |           |           |           |           |           |           |           |           |           |           |
|           | Joseph    | Big T     | Big T     |           |           |           |           |           |           |           |           |           |           |           |           |           |           |           |           |

- Equipos al inicio del desafío diario.

### Progreso de las Calaveras De Oro
| Cálaveras | Cálaveras | Episodios | Episodios | Episodios | Episodios | Episodios | Episodios | Episodios | Episodios | Episodios | Episodios | Episodios | Episodios | Episodios | Episodios | Episodios | Episodios | Episodios | Episodios |
| Cálaveras | Cálaveras | 1         | 2         | 3         | 4         | 5         | 6         | 7         | 8         | 9         | 10        | 11        | 12        | 13        | 14        | 15        | 16        | 17        | Final     |
| --------- | --------- | --------- | --------- | --------- | --------- | --------- | --------- | --------- | --------- | --------- | --------- | --------- | --------- | --------- | --------- | --------- | --------- | --------- | --------- |
|           | 1         | Natalie   | Natalie   | Natalie   | Natalie   | Aneesa    | Aneesa    | Aneesa    | Aneesa    | Aneesa    | Aneesa    | Aneesa    | Aneesa    | Aneesa    | Aneesa    | Big T     | Big T     |           |           |
|           | 2         |           | Kyle      | Kyle      | Kyle      | Kyle      | Kyle      | Kyle      | Kyle      | Kyle      | Kyle      | Kyle      | Kyle      | Kyle      | Kyle      | Kyle      | Kyle      | Kyle      |           |
|           | 3         |           |           | Devin     | Devin     | Devin     | Devin     | Devin     | Devin     | Devin     | Devin     | Devin     | Darrell   | Darrell   | Cory      | Cory      | Cory      | Cory      | Cory      |
|           | 4         |           |           |           | Fessy     | Fessy     | Fessy     | Fessy     | Fessy     | Fessy     | Fessy     | Fessy     | Fessy     | Fessy     | Fessy     | Fessy     | Fessy     | Fessy     | Fessy     |
|           | 5         |           |           |           |           |           | Kam       | Kam       | Kam       | Kam       | Kam       | Kam       | Kam       | Kam       | Kam       | Kam       | Kam       | Kam       | Kam       |
|           | 6         |           |           |           |           |           |           | Leroy     | Leroy     | Leroy     | Leroy     | Leroy     | Leroy     | Leroy     | Leroy     | Leroy     | Leroy     | Leroy     | Leroy     |
|           | 7         |           |           |           |           |           |           |           | Josh      | Josh      | Josh      | Josh      | CT        | CT        | CT        | CT        | CT        | CT        | CT        |
|           | 8         |           |           |           |           |           |           |           |           | Kaycee    | Kaycee    | Kaycee    | Kaycee    | Kaycee    | Kaycee    | Kaycee    | Kaycee    | Kaycee    | Kaycee    |
|           | 9         |           |           |           |           |           |           |           |           |           | Amber B.  | Amber B.  | Amber B.  | Amber B.  | Amber B.  | Amber B.  | Amber B.  | Amber B.  | Amber B.  |
|           | 10        |           |           |           |           |           |           |           |           |           |           |           |           | Nany      | Nany      | Nany      | Nany      | Nany      | Nany      |

     El concursante fue eliminado y su Calavera de Oro fue entregada al concursante que lo eliminó.
     El concursante fue retirado medicamente de la competencia y su Calavera de Oro fue puesta en juego.

## Proceso de Votación
| Voto de la casa            | Voto de la casa            | Ashley & CT 22/28 votos | Big T & Joseph 17/27 votos | Devin & Nicole 19/25 votos | Amber M. & Nelson 12/23 votos | Aneesa & Leroy 15/22 votos | Ashley & Cory 9/20 votos | Jay & Theresa 7/11 votos   | Amber M. Mechie 10/18 votos | Cory & Theresa 14/17 votos | Amber M. & Cory 12/16 votos  | Devin & Gabby 8/15 votos     | Josh & Nany 5/15 votos | Cory & Gabby 9/11 votos | Amber B & Darrell 6/10 votos | Big T & Cory 8/9 votos  | Amber B. & Kyle 5/8 votos | Amber B. & Fessy 7/7 votos |           |
| Voto de los Agentes Dobles | Voto de los Agentes Dobles | Natalie & Wes 2/2 votos | Kyle & Nany 2/2 votos      | Natalie & Wes 2/2 votos    | Aneesa & Fessy 2/2 votos      | Devin & Tori 2/2 votos     | Kam & Kyle 2/2 votos     | Kaycee & Leroy Voluntarios | Josh & Nany 2/2 votos       | Kaycee & Leroy 2/2 votos   | Amber B. & Darrell 2/2 votos | Amber B. & Darrell 2/2 votos | Big T & CT Voluntarios | Kyle & Nany 2/2 votos   | Big T & Cory 2/2 votos       | Aneesa & Kyle 2/2 votos | Big T & CT 2/2 votos      | Kyle & Nany 2/2 votos      |           |
| Votantes                   | Votantes                   | Episodios               | Episodios                  | Episodios                  | Episodios                     | Episodios                  | Episodios                | Episodios                  | Episodios                   | Episodios                  | Episodios                    | Episodios                    | Episodios              | Episodios               | Episodios                    | Episodios               | Episodios                 | Episodios                  | Episodios |
| Votantes                   | Votantes                   | 1                       | 2                          | 3                          | 4                             | 5                          | 6                        | 7                          | 8                           | 9                          | 10                           | 11/12                        | 11/12                  | 13                      | 14                           | 15                      | 16                        | 17                         |           |
|                            | Amber B.                   | Ashley & CT             | Big T & Joseph             | Devin & Nicole             | Amber M. & Nelson             | Aneesa & Leroy             | Amber M. & Mechie        | Jay & Theresa              | Amber M. & Mechie           | Kaycee & Leroy             | Amber M. & Cory              | Devin & Gabby                | Devin & Gabby          | Cory & Gabby            | Kaycee & Leroy               | Big T & Cory            | Fessy & Nany              | Amber B. & Fessy           |           |
|                            | CT                         | Gabby & Lio             | Big T & Joseph             | Devin & Nicole             | Amber M. & Nelson             | Devin & Tori               | Ashley & Cory            | Jay & Theresa              | Aneesa & Fessy              | Cory & Theresa             | Josh & Nany                  | Amber B. & Darrell           | Big T & CT             | Kyle & Nany             | Amber B. & Darrell           | Big T & Cory            | Amber B. & Kyle           | Amber B. & Fessy           |           |
|                            | Cory                       | Ashley & CT             | Natalie & Wes              | Devin & Nicole             | Jay & Theresa                 | Fessy & Kaycee             | Amber M. & Mechie        | Jay & Theresa              | Amber M. & Mechie           | Lolo & Nam                 | Amber M. & Cory              | Devin & Gabby                | Devin & Gabby          | Cory & Gabby            | Big T & Cory                 | Big T & Cory            | Amber B. & Kyle           | Kyle & Nany                |           |
|                            | Kam                        | Ashley & CT             | Natalie & Wes              | Devin & Nicole             | Big T & CT                    | Aneesa & Leroy             | Devin & Gabby            | Jay & Theresa              | Josh & Nany                 | Cory & Theresa             | Amber M. & Cory              | Lolo & Nam                   | Lolo & Nam             | Kyle & Nany             | Amber B. & Darrell           | Big T & Cory            | Amber B. & Kyle           | Kyle & Nany                |           |
|                            | Leroy                      | Ashley & CT             | Big T & Joseph             | Natalie & Wes              | Aneesa & Fessy                | Aneesa & Leroy             | Devin & Gabby            | Kaycee & Leroy             | Aneesa & Fessy              | Cory & Theresa             | Amber M. & Cory              | Lolo & Nam                   | Lolo & Nam             | Kyle & Nany             | Amber B. & Darrell           | Aneesa & Kyle           | Big T & CT                | Amber B. & Fessy           |           |
|                            | Nany                       | Ashley & CT             | Big T & Joseph             | Devin & Nicole             | Amber M. & Nelson             | Aneesa & Leroy             | Devin & Gabby            | Devin & Gabby              | Amber M. & Mechie           | Cory & Theresa             | Amber M. & Cory              | Devin & Gabby                | Devin & Gabby          | Cory & Gabby            | Amber B. & Darrell           | Big T & Cory            | Amber B. & Kyle           | Amber B. & Fessy           |           |
|                            | Fessy                      | Natalie & Wes           | Kyle & Nany                | Devin & Nicole             | Kam & Kyle                    | Amber M. & Mechie          | Kam & Kyle               | Devin & Gabby              | Amber M. & Mechie           | Cory & Theresa             | Amber M. & Cory              | Devin & Gabby                | Devin & Gabby          | Cory & Gabby            | Amber B. & Darrell           | Big T & Cory            | Amber B. & Kyle           | Amber B. & Fessy           |           |
|                            | Kaycee                     | Ashley & CT             | Big T & Joseph             | Natalie & Wes              | Amber M. & Nelson             | Aneesa & Leroy             | Ashley & Cory            | Kaycee & Leroy             | Amber M. & Mechie           | Cory & Theresa             | Amber M. & Cory              | Devin & Gabby                | Devin & Gabby          | Kyle & Nany             | Amber B. & Darrell           | Aneesa & Kyle           | Big T & CT                | Amber B. & Fessy           |           |
|                            | Kyle                       | Ashley & CT             | Big T & Joseph             | Aneesa & Fessy             | Aneesa & Fessy                | Aneesa & Leroy             | Amber M. & Mechie        | Jay & Theresa              | Josh & Nany                 | Cory & Theresa             | Josh & Nany                  | Josh & Nany                  | Josh & Nany            | Cory & Gabby            | Big T & Cory                 | Aneesa & Kyle           | Fessy & Nany              | Amber B. & Fessy           |           |
|                            | Big T                      | Lolo & Nam              | Natalie & Wes              | Devin & Nicole             | Amber M. & Nelson             | Devin & Tori               | Ashley & Cory            | Jay & Theresa              | Aneesa & Fessy              | Cory & Theresa             | Amber M. & Cory              | Amber B. & Darrell           | Big T & CT             | Cory & Gabby            | Big T & Cory                 | Big T & Cory            | Fessy & Nany              |                            |           |
|                            | Aneesa                     | Natalie & Wes           | Kyle & Nany                | Devin & Nicole             | Amber M. & Nelson             | Amber M. & Mechie          | Amber M. & Mechie        | Jay & Theresa              | Amber M. & Mechie           | Lolo & Nam                 | Amber M. & Cory              | Devin & Gabby                | Devin & Gabby          | Cory & Gabby            | Big T & Cory                 | Big T & Cory            |                           |                            |           |
|                            | Darrell                    | Ashley & CT             | Big T & Joseph             | Devin & Nicole             | Aneesa & Fessy                | Aneesa & Leroy             | Amber M. & Mechie        | Jay & Theresa              | Amber M. & Mechie           | Kaycee & Leroy             | Amber M. & Cory              | Devin & Gabby                | Devin & Gabby          | Cory & Gabby            | Kaycee & Leroy               |                         |                           |                            |           |
|                            | Gabby                      | Ashley & CT             | Natalie & Wes              | Devin & Nicole             | Amber M. & Nelson             | Aneesa & Leroy             | Ashley & Cory            | Jay & Theresa              | Aneesa & Fessy              | Cory & Theresa             | Amber B. & Darrell           | Josh & Nany                  | Josh & Nany            | Cory & Gabby            |                              |                         |                           |                            |           |
|                            | Nam                        | Ashley & CT             | Big T & Joseph             | Cory & Tori                | Amber M. & Nelson             | Aneesa & Leroy             | Ashley & Cory            | Amber M. & Mechie          | Aneesa & Fessy              | Cory & Theresa             | Lolo & Nam                   | Josh & Nany                  | Josh & Nany            |                         |                              |                         |                           |                            |           |
|                            | Josh                       | Ashley & CT             | Big T & Joseph             | Devin & Nicole             | Jay & Theresa                 | Devin & Tori               | Amber M. & Mechie        | Devin & Gabby              | Amber M. & Mechie           | Cory & Theresa             | Amber M. & Cory              | Devin & Gabby                | Devin & Gabby          |                         |                              |                         |                           |                            |           |
|                            | Devin                      | Gabby & Lio             | Big T & Joseph             | Cory & Tori                | Aneesa & Fessy                | Aneesa & Leroy             | Ashley & Cory            | Jay & Theresa              | Aneesa & Fessy              | Cory & Theresa             | Amber B. & Darrell           | Josh & Nany                  | Josh & Nany            |                         |                              |                         |                           |                            |           |
|                            | Lolo                       | Ashley & CT             | Kyle & Nany                | Devin & Nicole             | Amber M. & Nelson             | Aneesa & Leroy             | Ashley & Cory            | Devin & Gabby              | Amber M. & Mechie           | Cory & Theresa             | Lolo & Nam                   | Josh & Nany                  | Josh & Nany            |                         |                              |                         |                           |                            |           |
|                            | Amber M.                   | Ashley & CT             | Big T & Joseph             | Devin & Nicole             | Jay & Theresa                 | Aneesa & Leroy             | Ashley & Cory            | Jay & Theresa              | Aneesa & Fessy              | Cory & Theresa             | Amber M. & Cory              |                              |                        |                         |                              |                         |                           |                            |           |
|                            | Theresa                    | Ashley & CT             | Gabby & Lio                | Devin & Nicole             | Amber M. & Nelson             | Devin & Tori               | Kam & Kyle               | Devin & Gabby              | Amber M. & Mechie           | Devin & Gabby              |                              |                              |                        |                         |                              |                         |                           |                            |           |
|                            | Mechie                     | Ashley & CT             | Big T & Joseph             | Devin & Nicole             | Jay & Theresa                 | Aneesa & Leroy             | Ashley & Cory            | Jay & Theresa              | Aneesa & Fessy              |                            |                              |                              |                        |                         |                              |                         |                           |                            |           |
|                            | Jay                        | Ashley & CT             | Gabby & Lio                | Devin & Nicole             | Amber M. & Nelson             | Devin & Tori               | Kam & Kyle               | Devin & Gabby              |                             |                            |                              |                              |                        |                         |                              |                         |                           |                            |           |
|                            | Ashley                     | Gabby & Lio             |                            |                            |                               | Aneesa & Leroy             | Amber M. & Mechie        |                            |                             |                            |                              |                              |                        |                         |                              |                         |                           |                            |           |
|                            | Lio                        | Ashley & CT             | Big T & Joseph             | Devin & Nicole             | Josh & Nany                   | Aneesa & Leroy             |                          |                            |                             |                            |                              |                              |                        |                         |                              |                         |                           |                            |           |
|                            | Tori                       | Ashley & CT             | Natalie & Wes              | Devin & Nicole             | Aneesa & Fessy                | Amber M. & Mechie          |                          |                            |                             |                            |                              |                              |                        |                         |                              |                         |                           |                            |           |
|                            | Natalie                    | Gabby & Lio             | Big T & Joseph             | Cory & Tori                | Amber M. & Nelson             |                            |                          |                            |                             |                            |                              |                              |                        |                         |                              |                         |                           |                            |           |
|                            | Nelson                     | Ashley & CT             | Natalie & Wes              | Devin & Nicole             | Jay & Theresa                 |                            |                          |                            |                             |                            |                              |                              |                        |                         |                              |                         |                           |                            |           |
|                            | Liv                        | Ashley & CT             | Big T & Joseph             | Cory & Tori                |                               |                            |                          |                            |                             |                            |                              |                              |                        |                         |                              |                         |                           |                            |           |
|                            | Wes                        | Gabby & Lio             | Big T & Joseph             | Cory & Tori                |                               |                            |                          |                            |                             |                            |                              |                              |                        |                         |                              |                         |                           |                            |           |
|                            | Nicole                     | Ashley & CT             | Big T & Joseph             |                            |                               |                            |                          |                            |                             |                            |                              |                              |                        |                         |                              |                         |                           |                            |           |
|                            | Joseph                     | Ashley & CT             | Natalie & Wes              |                            |                               |                            |                          |                            |                             |                            |                              |                              |                        |                         |                              |                         |                           |                            |           |

- Negrita indica que el concursante era un Agente Doble.

## Episodios
| N.º (total) | N.º (temp.) | Título                           | Estreno original        | Audiencia en Estados Unidos (en millones) |
| --- | ----------- | -------------------------------- | ----------------------- | ----------------------------------------- |
| - | -           | «Desclasificado»                 | 7 de diciembre de 2020  | N/A                                       |
| Los Agentes de Élite se trasladan a su nueva sede y se conocen entre sí, el anfitrión, TJ Lavin, detalla información clasificada sobre la próxima temporada y sus misiones extremas. |             |                                  |                         |                                           |
| 471 | 1           | «Licencia para Killer Kam»       | 9 de diciembre de 2020  | 0.90                                      |
| Treinta Agentes de élite se enteran de que lucharán unos contra otros en una temporada sinuosa con temática de espías, con la esperanza de ganar una parte de $1,000,000. Los jugadores compiten en una frenética misión cuerpo a cuerpo. Kam conspira contra otro jugador después de ser rechazado. Los ex campeones se encuentran en peligro, ya que surge un plan despiadado en contra de ellos y una primera eliminación feroz cambia las estrategias de todos. |             |                                  |                         |                                           |
| 472 | 2           | «Bucear Otro Día»                | 16 de diciembre de 2020 | 0.84                                      |
| Se revelan las reglas completas y la verdadera naturaleza del juego de esta temporada, los agentes revalúan sus asociaciones, una caída helada se convierte en un estancamiento político y Joseph llama a Wes. |             |                                  |                         |                                           |
| 473 | 3           | «Enemigo del Estado»             | 23 de diciembre de 2020 | 0.79                                      |
| Las mentiras expuestas de Fessy sobre el voto secreto causan preocupación dentro de su alianza. CT y Big T ven potencial en su nueva asociación. Los agentes deben luchar entre sí en la parte superior de un camión a toda velocidad durante un desafío explosivo "Misión: Muerte en la carretera". El intento de Josh de ser un pacificador crea más conflicto.                                                                                                   |             |                                  |                         |                                           |
| 474 | 4           | «Duplicidad»                     | 6 de enero de 2021      | 0.82                                      |
| La lealtad se pone a prueba en una nueva sociedad volátil. Los agentes deben poner a prueba sus habilidades de inteligencia durante la "Misión: Control de drones" donde deben volar drones a ciegas a través de una cueva. Devin está ansioso por usar su poder recién descubierto, una batalla impresionante en el Cráter provoca ondas que afectarán a numerosos agentes.                                                                                        |             |                                  |                         |                                           |
| 475 | 5           | «Skyfall»                        | 13 de enero de 2021     | 0.77                                      |
| Después de que un agente se desactiva inesperadamente, TJ instituye una violación de seguridad impactante, que sacude las asociaciones. Los agentes compiten en “Misión: Agente Abajo” donde deben superar sus miedos a las alturas. Un grupo de novatos fuertes se alinea. |             |                                  |                         |                                           |
| 476 | 6           | «De Theresa con Amor»            | 20 de enero de 2021     | 0.88                                      |
| Cuando se difunden rumores sobre la lealtad de Theresa , rápidamente se convierte en el enemigo público número uno. Lolo y Nam enfrentan dificultades durante la ardua "Misión: Carrera de contrabandistas". |             |                                  |                         |                                           |
| 477 | 7           | «Muere Otro Jay»                 | 27 de enero de 2021     | 0.99                                      |
| Las consecuencias de un impactante golpe ciego ponen como objetivo a Jay y Theresa. Devin provoca a Fessy y Josh en la casa después de una noche de fiesta. Los agentes deben enfrentar sus miedos mientras cuelgan de un helicóptero durante la "Misión: Desmontaje aéreo", y TJ penaliza a los competidores masculinos que no lo dieron todo. |             |                                  |                         |                                           |
| 478 | 8           | «Un Asunto Embarrado»            | 3 de febrero de 2021    | 0.92                                      |
| Aneesa y la atleta olímpica Lolo Jones se enfrentan en un acalorado intercambio de palabras durante la embarrada "Misión: Toda pelea". CT comienza a preocuparse por su asociación con Big T. Amber M. sospecha de uno de sus amigos más cercanos en el juego. |             |                                  |                         |                                           |
| 479 | 9           | «Dama Venganza»                  | 10 de febrero de 2021   | 0.97                                      |
| Amber B. se enfurece después de intentar apaciguar tanto a su alianza como a su nuevo grupo de amigos. TJ obliga a los agentes a participar en su juego favorito de trivia, durante "Misión: Interrogación". Viejos rencores resurgen cuando Nany y Theresa se enfrentan. |             |                                  |                         |                                           |
| 480 | 10          | «Una Amber Mecánica»             | 17 de febrero de 2021   | 0.89                                      |
| Fessy y Gabby mezclan negocios con placer, mientras que la relación de Lolo y Nam se vuelve fría y distante. Después de una gran victoria durante "Misión: Operaciones de arena negra", los agentes dobles luchan por ponerse en la misma página. |             |                                  |                         |                                           |
| 481 | 11          | «Una Pifia Incómoda»             | 24 de febrero de 2021   | 0.76                                      |
| CT se preocupa de que lo puedan bloquear por conseguir una calavera de oro y decide entrenar a Big T para la batalla. Mientras el desempeño inolvidable de un agente sorprende a todos durante la "Misión: Elevación aérea", otro jugador llega a su punto de ruptura. Darrell se encuentra en una difícil situación y TJ lanza una bomba sorprendente. |             |                                  |                         |                                           |
| 482 | 12          | «Gitano, Sastre, Conejo, Espiar» | 3 de marzo de 2021      | 0.89                                      |
| Las ramificaciones del giro de TJ envían ondas de choque a través de la sede, dos competidores muestran su destreza física y mental en "Timbre Muerto", el controvertido movimiento de un agente aplasta el espíritu de un amigo y la lesión de un novato podría ponerlo fuera de servicio. |             |                                  |                         |                                           |
| 483 | 13          | «La Espía que Amaba a Fessy»     | 10 de marzo de 2021     | 0.93                                      |
| Los agentes se enfrentan a sus miedos en "Sobrevivir a la noche", Fessy sabotea a su compañera Aneesa y los equipos se ven conmocionados tras una feroz eliminación de "Anillo de espías". |             |                                  |                         |                                           |
| 484 | 14          | «El Mejor de los Enemigos»       | 17 de marzo de 2021     | 0.89                                      |
| Cuando Aneesa y Kyle se convierten en socios, temen que su mala relación les impida ganar. Los Agentes nadan entre placas tectónicas para resolver un rompecabezas. Después de perder lo que parecen miles de socios y ser constantemente el agente de rebelde, Cory espera finalmente romper su propia maldición. |             |                                  |                         |                                           |
| 485 | 15          | «Nunca Digas Nunca de Nuevo»     | 24 de marzo de 2021     | 0.96                                      |
| Los frágiles egos masculinos están en juego cuando CT y Fessy discuten sobre quién es el mejor. Big T espera desesperadamente ganar un boleto para la final de TJ. Los agentes deben enfrentarse a un obstáculo aterrador. |             |                                  |                         |                                           |
| 486 | 16          | «El Hombre más Buscado»          | 31 de marzo de 2021     | 0.91                                      |
| Cuando Amber B. se entera de que está en la base de su alianza, se da cuenta de que debe hacer lo que sea necesario para cuidarse a sí misma. Dos jugadores en los que no se puede confiar deben depender el uno del otro para controlar un voto, pero ¿se apegarán cada uno al plan?. |             |                                  |                         |                                           |
| 487 | 17          | «Mentiras Verdaderas»            | 7 de abril de 2021      | 0.90                                      |
| Leroy se sincera acerca de que esta es su última temporada. TJ aparece en la sede con una solicitud impactante. Dos jugadores luchan en una "Pelea de Pasillo" en la eliminación final de la temporada. |             |                                  |                         |                                           |
| 488 | 18          | «No Hay Tiempo para Morir»       | 14 de abril de 2021     | 0.93                                      |
| Los ocho agentes restantes comienzan la final de TJ y aprenden que el éxito depende de asociaciones simbióticas, y la lesión de un jugador podría eliminar prematuramente a su equipo. |             |                                  |                         |                                           |
| 489 | 19          | «El Mundo No Es Suficiente»      | 21 de abril de 2021     | 0.99                                      |
| Después de un comienzo desastroso en la final, Fessy y Kaycee se preocupan si pueden continuar en el juego. Los agentes restantes deben perseverar a pesar del agotamiento físico y mental para ganar su parte del premio de un millón de dólares. |             |                                  |                         |                                           |

## Impacto de la pandemia COVID-19
Agentes Dobles fue filmada en Islandia en medio de la pandemia COVID-19, donde se tomaron precauciones para garantizar la seguridad del elenco y la producción. Tanto el elenco como el equipo fueron sometidos a pruebas de COVID-19 cada tres días y se les pidió que se sometieran a cuarentena antes de la filmación de la temporada. La preparación para el espectáculo tomó producción durante diez meses (más que la mayoría de las otras temporadas) y los lugares de rodaje fueron explorados virtualmente, ambos debido a restricciones de viaje. Mientras el equipo internacional se albergaba en un hotel, los islandeses contratados regresaban a casa al final del día para mantener una burbuja, y se mantenían separados del elenco a través de un sistema escalonado representado por bandas de colores. El showrunner Emer Harkin reveló que se requería que la producción usara EPI y se mantuviera a 2 metros de distancia de los miembros del elenco. Harkin también reveló que, a diferencia de otras temporadas, en las que el elenco se dirigía a lugares seleccionados por producción local entre desafíos, se construyó un club en las instalaciones separado de la casa como alternativa, para mantener la burbuja de filmación. Durante las nueve semanas en las que se filmó la temporada, ninguna de las 3,000 pruebas de COVID-19 realizadas dio positivo.

## Después de Filmar

### Temporadas posteriores
| Miembro del elenco        | Temporadas siguientes                   | Temporadas ganadas | Total de dinero ganado |
| ------------------------- | --------------------------------------- | ------------------ | ---------------------- |
| Amber Borzotra            | Espías, Mentiras y Aliados, Todo o Nada | Agentes Dobles     | $455,000               |
| Amber Martinez            | –                                       | Ninguna            | $0                     |
| Demetrius "Mechie" Harris | –                                       | Ninguna            | $0                     |
| Gabby Allen               | –                                       | Ninguna            | $0                     |
| Joseph Allen              | –                                       | Ninguna            | $0                     |
| Lio Rush                  | –                                       | Ninguna            | $0                     |
| Lolo Jones                | –                                       | Ninguna            | $0                     |
| Nam Vo                    | Espías, Mentiras y Aliados, Todo o Nada | Ninguna            | $0                     |
| Natalie Anderson          | –                                       | Ninguna            | $0                     |
| Olivia "Liv" Jawando      | –                                       | Ninguna            | $0                     |

Negrita indica que el participante llegó a la final esa temporada.